# ريتشارد فلويد
ريتشارد فلويد (بالإنجليزية: Richard Floyd)‏ هو سياسي أمريكي، ولد في 17 أبريل 1944. حزبياً، نشط في الحزب الجمهوري. وقد انتخب عضو مجلس نواب تينيسي.